# Thomas Drake
Vous lisez un « bon article » labellisé en 2018.
Pour les articles homonymes, voir Drake.
Thomas Andrews Drake est un lanceur d'alerte américain, né le 22 avril 1957 en Louisiane. Vétéran décoré de l'US Navy, ce cadre supérieur de la National Security Agency (NSA) dénonce la corruption et la gestion déficiente du Trailblazer Project, ce qui lui vaut d'être accusé par le gouvernement fédéral américain d'avoir attenté à la sécurité nationale selon les termes de l'Espionage Act of 1917. Bien qu’encourant 35 ans de prison, il est finalement condamné pour un délit mineur, mais perd son emploi à la NSA.

## Biographie
Le père de Thomas Drake est un vétéran de la Seconde Guerre mondiale, alors que sa mère a été l'une des secrétaires de l'écrivain Pearl Buck. Thomas entre dans l'US Air Force en 1979, où il devient un spécialiste de l'écoute électronique embarquée (Airborne Voice Processing), du fait de sa maîtrise de l'allemand. Il participe également à des missions de surveillance électronique (ELINT). C'est dans le cadre de ces missions qu'il est amené à observer les télécommunications de la RDA, État qu'il compare aux États-Unis des années 2000-2010 à cause de plusieurs décisions touchant la vie privée des citoyens américains depuis les attentats du 11 septembre 2001. Il quitte l'Air Force en 1989. Il a aussi travaillé pour l'US Navy, où il est chargé d'analyser des informations pour le compte du National Military Joint Intelligence Center. Selon The Washington Post, il aurait aussi travaillé pour la CIA. En 1989, en tant que contractuel pour la NSA, il analyse des logiciels,,. Pour les programmes JACKPOT et LIBRARIAN, il mène des tests de qualité sur les logiciels utilisés. En parallèle, il poursuit des études universitaires,.
En 2000, une société travaillant dans l'informatique l'embauche comme spécialiste en qualité logicielle et consultant en TIC,. À la fin de 2001, la NSA l'embauche à temps plein et l'assigne au Signals Intelligence Directorate à Fort Meade au Maryland. Il commence à travailler le 11 septembre 2001, le jour des attentats sur le sol américain,,. En 2002, il est nommé directeur d'une section logicielle qui fait partie du Cryptologic Systems and Professional Health Office. En 2003, il est nommé manager du Directorate of Engineering de la NSA. Il détient alors une habilitation Top Secret. Pendant l'enquête du Congrès américain sur les attentats du 11 septembre, il témoigne des manquements de la NSA. En 2006, il est assigné à la National Defense University (NDU), où il est nommé à la chaire NSA et professeur adjoint en sciences du comportement de l'Industrial College of the Armed Forces (ICAF), l'un des colleges de la NDU. Drake est obligé de démissionner de la NDU lorsque son habilitation est suspendue en 2007 ; il démissionne de la NSA l'année suivante,,. Il est ensuite embauché par l'université Strayer mais il est obligé de quitter en 2010 lorsqu'il fait l'objet d'une poursuite judiciaire du gouvernement américain.
En avril 2010, le gouvernement américain accuse Drake de négligence dans la manipulation de documents classés secrets. C'est l'un des rares employés du gouvernement américain à être accusé selon les termes de l'Espionage Act of 1917. Les défendeurs de Drake avancent plutôt qu'il a été persécuté pour avoir dénoncé la corruption et la gestion déficiente du Trailblazer Project,,,,,. Ensuite, il trouve un emploi dans un magasin de la société Apple,. Il fonde à cette époque la société de consultants Knowpari Systems.
Le 9 juin 2011, l'ensemble des 10 charges à son encontre sont abandonnées. Auparavant, Drake avait rejeté plusieurs propositions de peines parce qu'il refusait une « négociation de plaidoyer avec la vérité ». Il a plus tard plaidé coupable pour le seul délit d'avoir excédé l'autorisation d'utiliser un ordinateur. Jesselyn Radack, qui l'a défendu, a qualifié ce geste de « désobéissance civile ».
En 2011, il reçoit le prix Ridenhour de la vérité et est co-récipiendaire du Sam Adams Award for Integrity in Intelligence (SAAII). Lorsqu'il reçoit le SAAII, il dit (rappelant le discours de 1857 prononcé par Frederick Douglass, ancien esclave devenu éditeur) :

« Le pouvoir et ceux qui contrôlent ne concèdent rien […] sans une demande. Ils ne l'ont jamais fait et ne le feront jamais. […] Chacun d'entre nous doit continuer à exiger, à se battre, à tonner, à labourer, à lutter, à s'exprimer et à parler jusqu'à ce que justice soit faite, car là où il n'y a pas de justice, il ne peut y avoir de paix,. »

## Dénonciation duTrailblazer Projectet réponse du gouvernement

### Dans les murs de la NSA
À la fin des années 1990 et au début des années 2000, la NSA souhaite de nouveaux outils pour recueillir des informations des systèmes de communications numériques, comme Internet. Drake participe aux débats de la NSA sur deux outils : le Trailblazer Project et le ThinThread project,. Il fait partie d'un groupe, minoritaire, qui préfère le ThinThread project parce que, en théorie, il protège la vie privée des citoyens américains même s'il recueille des informations utiles. Le Trailblazer Project exige des milliards de dollars pour sa mise au point, dépassant de beaucoup les coûts du ThinThread project. À l'usure, Drake « a perdu ses illusions, [tout en] s'indignant » des problèmes qu'il observe à l'agence. Vers l'année 2000, le grand patron de la NSA, le général Michael Hayden, préfère Trailblazer, annulant dans la foulée ThinThread. Le programme Trailblazer prend de l'ampleur, faisant appel aux services d'IBM, SAIC, Boeing, CSC et d'autres sociétés américaines.
Drake utilise les moyens légaux prescrits pour les employés fédéraux qui croient que des activités illégales se déroulent dans leur département. Selon les termes des lois accordant protection aux lanceurs d'alerte, telle que l’Intelligence Community Whistleblower Protection Act, Drake se plaint en interne auprès des autorités désignées : à ses supérieurs, à l'Inspector General de la NSA (IG de la NSA), à l'Inspector General du département de la Défense (IG du DoD) et aux deux comités du Congrès des États-Unis chargés de la surveillance des agences de renseignements. Il échange aussi régulièrement avec Diane Roark (les deux se sont rencontrés la première fois en 2000), salariée du parti républicain auprès de l'United States House Permanent Select Committee on Intelligence (dont la tâche principale est de surveiller les activités des agences de renseignement américaines qui font officiellement partie de la communauté du renseignement des États-Unis). Roark est l'« expert du personnel » pour le budget de la NSA.
En septembre 2001, Roark et trois anciens cadres de la NSA, William Binney, J. Kirk Wiebe et Ed Loomis, remplissent un rapport à l'intention de l'IG du DoD dénonçant des problèmes à la NSA, notamment le Trailblazer Project. Drake est la source majeure des informations du rapport (il a d'ailleurs renseigné le DoD pendant l'enquête de ce dernier sur ces problèmes). Roark tente d'informer Porter Goss, alors président de l'United States House Permanent Select Committee on Intelligence. Elle tente d'échanger avec William Rehnquist, le juge en chef des États-Unis. Également, elle tente d'approcher David Addington, son ancien collègue républicain dans les années 1980 puis conseiller judiciaire du vice-président Dick Cheney à cette époque. Un article du Washington Post révèle plus tard qu'Addington a rédigé, sur un appareil à l'épreuve de TEMPEST, des documents de nature technique et légale pour encadrer un programme illégal de surveillance de masse autorisé pendant l'ère de George W. Bush,,. Aucun des trois hommes n'a répondu à ses requêtes.
En 2003, l'IG de la NSA déclare que le Trailblazer Project est un échec coûteux. Ses coûts excèdent à ce moment plus de 1 milliard de dollars,,,. En 2004, l'IG du DoD produit un rapport final sur les enquêtes lancées à la suite des accusations de Roark et d'autres personnes. Pour l'essentiel, le rapport rapporte les mêmes problèmes. Le rapport mentionne que la NSA a été interdite pendant une certaine période de mettre en branle des projets excédant un certain montant de crainte que ce ne soit de l'argent perdu. Au moment de la production du rapport, le DoD n'envisage pas de le rendre public.
Dans un article du New Yorker paru en 2011, la journaliste Jane Mayer écrit que Drake pensait que la NSA était plus criminelle que l'ancien président américain Richard Nixon. Drake a parcouru les lois sur la divulgation d'informations et a conclu que s'il révélait à un journaliste des informations unclassified, le pire qu'il aurait à subir serait d'être renvoyé.
En novembre 2005, Drake contacte Siobhan Gorman du journal The Baltimore Sun, lui envoyant des courriels sur Hushmail et échangeant sur plusieurs sujets,. Il déclare qu'il a pris beaucoup de précautions pour ne pas révéler des informations sensibles ou classifiées (c'est l'une des règles de base qu'il s'est donnée avant d'échanger avec la journaliste). Ces échanges se déroulent en 2005 et 2006. Gorman écrit alors plusieurs articles sur les pertes, fraudes et abus de la NSA, mentionnant aussi le Trailblazer Project. Elle reçoit par la suite un prix de la Society of Professional Journalists pour une série d'articles démontrant les méfaits du gouvernement américain. Le juge Richard Bennett, de la cour fédérale de district du Maryland, écrit plus tard « qu'il n'y a aucune preuve que le Journaliste A a rédigé des articles en s'appuyant sur des informations prétendument classifiées découvertes dans la maison de M. Drake »,.
En juillet 2007, des agents armés du FBI font des descentes dans les résidences de Roark, Binney et Wiebe, qui se sont plaints en 2002 auprès de l'IG du DoD. Binney déclare par la suite que des agents ont menacé d'une arme sa femme et lui-même. Ça lui a rappelé l'Union soviétique. Aucun des trois n'a été accusé. En novembre 2007, des agents du FBI font une descente dans la maison de Drake. Ses ordinateurs, des documents et des livres ont été saisis. Il n'a jamais été accusé d'avoir transmis des informations sensibles à qui que ce soit ; il a été accusé d'avoir « retenu » des informations,. Le FBI demande à Roark de témoigner contre Drake, mais elle refuse. Le FBI n'a jamais contacté la journaliste Gorman,.
Dans un premier temps, Drake collabore à l'enquête, déclarant au FBI les prétendues activités illégales de la NSA. Le procureur Steven Tyrrell rédige entretemps une « ébauche de mise en accusation » contre Drake. Elle comprend entre autres l'accusation « d'avoir révélé des informations classifiées à un journaliste dans le but de conspirer ». Roark, Binney, Wiebe et Loomis (l'un des plaignants auprès de l'IG du DoD en 2002) auraient également été listés comme « co-conspirateurs non-accusés »,. En 2009, le procureur William Welch II se penche sur le dossier, et modifie la mise en accusation. Des accusations ont été supprimées ainsi que le nom des co-conspirateurs. Les accusations restantes ne visent plus que Drake.
Les procureurs veulent que Drake plaide coupable mais il refuse car il se croit innocent des accusations. Le gouvernement recherche sa collaboration dans les accusations contre les autres lanceurs d'alerte, ce qu'il refuse également. Il s'explique lorsqu'il reçoit le prix Ridenhour de la vérité en 2011 :

« J'ai fait ce que j'ai fait parce que je crois sincèrement que mon devoir est envers le peuple américain […] Je savais que nous ne devions pas espionner les Américains et que nous devons rendre des comptes lorsque nous dépensons l'argent des contribuables américains,. »

### Accusations
En avril 2010, Drake est accusé par un grand jury de Baltimore, au Maryland, de,,, :
- rétention volontaire d'information sur la Défense nationale[trad 10],[note 2] (5 fois)
- obstruction à la Justice[trad 11],[note 2] (1 fois)
- fausse déclaration[trad 12],[note 2] (4 fois)

L'inculpation comprend plusieurs autres allégations ; la plupart ne sont pas directement liées aux accusations contre lui. Le document ne l'accuse pas explicitement d'avoir révélé, sans autorisation, des informations classifiées ; il n'a pas aussi été accusé en vertu de la clause 18 U.S.C. § 798 du U. S. Code (qui porte sur le SIGINT). L'inculpation détaille ses échanges avec Roark et Gorman, mais ne l'accuse pas explicitement pour ces communications. Les noms de Gorman et Roark n'apparaissent pas dans le document, mais des journalistes ont confirmé ces noms,. L'avocat de Roark a soutenu que l'inculpation comprend une « caractérisation erronée des faits » sur la relation de Roark et Drake. Plus tard, Roark plaidera en faveur de Drake et des autres lanceurs d'alerte du Trailblazer Project.
Les accusations de « rétention volontaire » portaient sur cinq documents découverts dans la résidence de Drake et prétendûment « liés à la défense nationale ». Les cinq documents étaient respectivement appelés : « What a Success », « The Regular Meetings », « Volume is our Friend », « Trial and Testing » et « Collections Sites ». What a Success sera déclassifié quelques mois après que Drake soit inculpé. Selon une plainte officielle déposée par J. William Leonard, ancien directeur de l'Information Security Oversight Office, il n'aurait jamais dû être classifié. Regular Meetings était marqué « UNCLASSIFIED » et publié sur NSANet (un intranet de la NSA), mais la poursuite a argué que le défendeur aurait dû savoir que le document était classifié. Plus tard, la défense de Drake a argué que les trois derniers documents se trouvaient parmi des milliers de documents qui n'étaient pas classifiés et son avocat a plaidé que Drake avait apporté de façon accidentelle, et non pas volontaire, les cinq documents à la maison.
L'accusation d'obstruction visait la suppression alléguée de documents par Drake alors qu'il savait que le FBI enquêtait sur des fuites dans les médias et que le FBI envisageait de rechercher les sources du journaliste Siobhan Gorman. L'accusation de fausse déclaration était incluse parce que Drake avait dans un premier temps répondu aux questions du FBI sans la présence de son avocat. Selon l'une des fausses déclarations, il aurait emporté chez lui certains documents. Une autre fausse déclaration avançait qu'il aurait volontairement omis de dire qu'il avait transmis des documents classifiés à Gorman,. La défense de Drake a souligné que même l'expert du gouvernement a déclaré que Drake n'avait pas détruit quelque preuve que ce soit. Elle a aussi précisé que Drake agissait prudemment et n'a jamais transmis d'information classifiée à Gorman ; plusieurs des documents en question ont été « rétroactivement classifiés » une fois que le FBI les a saisis chez lui,.
Les bureaux fédéraux qui participent à la mise en accusation sont la Public Integrity Section du DoJ, la Criminal Division du DoJ, la National Security Division du DoJ, le FBI et l'Office of Security & Counterintelligence de la NSA. Drake est représenté par James Wyda et Deborah Boardman, deux public defenders (des avocats assignés par le gouvernement fédéral lorsqu'une personne ne peut couvrir les frais juridiques),. Drake, en tant que client du Government Accountability Project (GAP), un organisme de défense des lanceurs d'alerte, est conseillé par Jesselyn Radack. L'écrivain James Bamford, spécialiste de la NSA, agit à titre de consultant auprès des défendeurs,.
Le procureur du gouvernement, William Welch II, accusé d'outrage au tribunal et démis de ses fonctions lors du procès du sénateur Ted Stevens (qui est accusé de corruption ; le procès est arrêté pour vice de procédure), sert dans un premier temps de conseiller senior en litiges (Senior Litigation Counsel),. John P. Pearson, de la Public Integrity Section du DoJ, officie en tant qu'avocat de procès (Trial Attorney) du gouvernement, alors que Lanny A. Breuer est chargé de la supervision de la poursuite. Le juge fédéral Richard D. Bennett supervise les audiences et est responsable du dossier. Il fixe le procès à juin 2011,.
La poursuite judiciaire contre Drake a été couverte par The Washington Post, The New York Times, Agence France-Presse, Newsweek, Wired, The Washingtonian.com, Secrecy News de la Federation of American Scientists, Politico et d'autres périodiques. Jesselyn Radack, en tant que représentante du GAP, a aussi présenté des aspects de cette affaire.
Le gouvernement fédéral américain a déclaré que la poursuite contre Thomas Drake ne visait pas à interdire aux fonctionnaires de rapporter des problèmes. Un porte-parole du DoJ a déclaré : « Les lanceurs d'alerte sont essentiels dans de nombreuses, nombreuses enquêtes des départements. Nous n'usons pas de représailles contre eux, nous les soutenons. […] Cette poursuite a été lancée sur le fond, et rien d'autre,. »

### Poursuite judiciaire
Au printemps 2011, des observateurs rapportent que les représentants du gouvernement ont agi pour restreindre l'accès public au procès, lequel est habituellement autorisé aux États-Unis. Ils ont agi selon les termes de la Classified Information Procedures Act (CIPA) qui vise à réduire la diffusion d'informations classifiées pendant les procès publics. Les procureurs ont aussi demandé l'application de la règle du témoin silencieux (les témoins doivent substituer certains termes par d'autres lorsqu'il s'agit de sujets sensibles). Le gouvernement fédéral américain n'utilise qu'occasionnellement cette règle ; sa légalité a été contestée en regard des cinquième et sixième amendements de la Constitution des États-Unis. Le gouvernement a aussi déposé une pétition pour restreindre les contre-interrogatoires des témoins dans le but d'empêcher les jurés de parcourir les articles du journaliste Siobhan Gorman, parus dans le journal Baltimore Sun, sur la NSA et le Trailblazer Project et dans le but d'empêcher la défense d'argumenter ou d'introduire des preuves sur la dénonciation par les lanceurs d'alerte et sur l'excès de classification. Par ailleurs, la poursuite a transmis à la cour des pièces à conviction sous scellés, pièces que la défense avaient déjà déposées,. La poursuite a argué que la CIPA s'appliquait aussi aux documents qui n'étaient pas classifiés et a demandé à la cour de n'utiliser que des documents caviardés.
Selon le gouvernement fédéral américain, les articles du journaliste Siobhan Gorman parus dans le journal The Baltimore Sun portaient préjudice. « Le seul objectif de l'admission de ces articles de journaux était d'amener la NSA en cour. » Les procureurs ont aussi déclaré que la poursuite n'avait aucune obligation légale, selon l'Espionage Act of 1917, de démontrer que l'intention de Drake était d'attenter à la sécurité nationale. En ce qui a trait à l'excès de classification invoquée par la défense, le gouvernement a répliqué que cette revendication rendrait confus le jury et n'était donc pas pertinente en ce qui concerne les accusations. Le gouvernement a aussi argué que n'importe quel débat lors du procès sur la définition du concept légal de l'action d'alerter ne serait probablement qu'un échange sans intérêt vis-à-vis les accusations.
Au début juillet, peu de temps après la diffusion d'un épisode de 60 Minutes — le 22 mai 2011 — sur Thomas Drake, le gouvernement abandonne toutes les charges contre Drake et renonce à demander une peine de prison en contre-partie d'un aveu de culpabilité pour abus d'utilisation des systèmes informatiques de la NSA, crime couvert par la Computer Fraud and Abuse Act.
Drake est condamné à un an de probation et du travail communautaire. Lorsqu'il prononce la sentence, le juge Richard D. Bennett déclare que le gouvernement a été « déraisonnable » d'accuser une personne de crimes graves pouvant lui valoir 35 ans de prison, car la poursuite a abandonné toutes les charges importantes à la veille du procès. Le juge a aussi rejeté la demande d'une grosse amende, faisant observer que Drake est financièrement dévasté à la suite du montant à verser aux avocats (82 000 US$), ainsi que de la perte de son fonds de pension et de son salaire annuel de 150 000 US$.

### 2012 et après
Drake apparaît dans un épisode du Daily Show, le 6 août 2012, pour échanger sur ses épreuves. En septembre, il envoie un message audio pour signifier son appui au CryptoParty. La même année, il reçoit le Hugh M. Hefner First Amendment Award pour souligner sa protection du premier amendement de la Constitution des États-Unis. Le 15 mars 2013, il prononce un discours devant le National Press Club sur la communauté du renseignement américaine et son attitude envers les lanceurs d'alerte.
Edward Snowden suit l'exemple de Drake lorsqu'il fuite des informations sur les programmes de surveillance de la NSA. Snowden préfère dénoncer publiquement plutôt que de passer par les canaux prévus par la loi à cause des représailles que Drake et d'autres lanceurs d'alerte ont subi. Son geste inspire John Crane, adjoint de l'IG du DoD chargé d'accompagner les lanceurs d'alerte, à devenir lanceur d'alerte lorsqu'il observe que l'IG du DoD a transmis illégalement l'identité de Drake au département de la Justice des États-Unis (DoJ).
Après 2012, Drake commence à militer contre la surveillance massive de l'État (surveillance State), prononçant régulièrement des conférences et se prêtant aussi à des entrevues. L'un des thèmes récurrents, surnommé « privacy exercise », commence ainsi : « Mettez votre existence complète dans une boîte — vos documents, vos comptes de banque, vos mots de passe, tout —, et donnez-la à un étranger — un compatriote américain — pour qu'il la garde en sécurité. Le feriez-vous ? » Il affirme que personne n'a encore répondu oui.
Lors d'une entrevue en septembre 2013, Drake revient encore sur les problèmes de la NSA, déclarant qu'ils sont chroniques et systémiques ; pour lui, il faut la démanteler puis la reconstruire complètement. Le 3 juillet 2014, Drake et William Binney, ancien directeur technique de la NSA, témoignent devant le comité parlementaire allemand qui enquête sur les écoutes électroniques de la NSA visant les hommes et femmes politiques allemands. Il décrit les liens étroits de la NSA et du BND, un service secret allemand,. Le 10 novembre 2015, il apparaît sur un panel commandé par le PEN American Center ; le thème portait sur les « sources secrètes ».
Dans toute l'histoire des États-Unis, seules quatre personnes ont été poursuivies par le gouvernement fédéral américain pour « rétention volontaire d'information sur la Défense nationale »,. La plupart des poursuites portent sur la « transmission » de documents classifiés à des tierces parties, ce dont Drake n'a jamais été accusé. Cette clause de l'Espionage Act of 1917 a été ajoutée en 1950 à l'époque du maccarthysme, en tant que partie du McCarran Internal Security Act. Anthony Russo et Daniel Ellsberg sont les premiers à être accusés de rétention volontaire dans le cadre de l'affaire des Pentagon Papers, qu'Ellsberg a transmis au New York Times, affaire qui a mené à une poursuite judiciaire en 1971 qui fait date aux États-Unis : New York Times Co. v. United States. Au terme de ce procès, la cour reconnaît entre autres le droit des médias de publier des informations sensibles. Les accusations contre Russo et Ellsberg ont été rejetées en 1972 à cause de l'inconduite du gouvernement fédéral. La seconde poursuite commence en 1985 contre Samuel Loring Morison, un analyste de l'US Navy qui a vendu des photos satellites à Jane's Defence Weekly ; il recevra la grâce présidentielle. La troisième poursuite, lancée en 2005, vise deux employés du lobby pro-Israël American Israel Public Affairs Committee et un employé du département de la Défense (DoD) : United States v. Franklin, Rosen, and Weissman. Seul l'employé du DoD a été condamné.

## Dans la culture
Thomas Drake apparaît dans le documentaire Silenced (2014), mis en nomination pour un Emmy Award en 2016. Explorant un thème semblable à Citizenfour, qui montre entre autres les actions entreprises à l'encontre d'Edward Snowden, Silenced a été sélectionné par plusieurs festivals de cinéma et a reçu plusieurs prix, avant d'être diffusé sur plusieurs réseaux de télévision câblée en mars 2015.
Toujours en 2014, la participation de Drake au programme Thinthread, les accusations ultérieures, la collaboration d'autres personnes (Roark, Binney, Wiebe et Loomis) et Edward Snowden sont les principaux sujets abordés dans le documentaire de PBS : United States of Secrets.
Drake apparaît à plusieurs reprises dans le documentaire Nothing to Hide (2016), qui se penche sur la surveillance de masse et la vie privée sur Internet (en).

### Citations originales
1. ↑  (en) « plea bargain with the truth »
2. ↑  (en) « Power and those in control concede nothing […] without a demand. They never have and they never will. […] Each and every one of us must keep demanding, must keep fighting, must keep thundering, must keep plowing, must keep on keeping things struggling, must speak out and must speak up until justice is served because where there is no justice there can be no peace. »
3. ↑  (en) « disillusioned, then indignant »
4. ↑  (en) « there is no evidence that Reporter A relied upon any allegedly classified information found in Mr. Drake's house in her articles »
5. ↑  (en) « retaining »
6. ↑  (en) « draft indictment »
7. ↑  (en) « disclosing classified information to a newspaper reporter and for conspiracy »
8. ↑  (en) « unindicted co-conspirators »
9. ↑  (en) « I did what I did because I am rooted in the faith that my duty was to the American people […] I knew that you did not spy on Americans and that we were accountable for spending American taxpayer monies wisely. »
10. ↑  (en) « Willful Retention of National Defense Information »
11. ↑  (en) « Obstructing justice »
12. ↑  (en) « Making a False Statement »
13. ↑  (en) « related to the national defense »
14. ↑  (en) « retroactively classified »
15. ↑  (en) « Whistle-blowers are the key to many, many department investigations—we don't retaliate against them, we encourage them. […] This indictment was brought on the merits, and nothing else. »
16. ↑  (en) « The only purpose for the admission of these newspaper articles is to put NSA on trial. »
17. ↑  (en) « unconscionable »
18. ↑  (en) « Put your entire life in a box, your documents, bank accounts, your passwords, everything—and give it to a complete stranger—a fellow American for safekeeping. Would you do it? »
19. ↑  (en) « Willful Retention of National Defense Information »
20. ↑  (en) « delivery »